# What Would You Do? (Joel Corry, David Guetta & Bryson Tiller)
What Would You Do? is een nummer van de Britse dj Joel Corry, de Franse dj David Guetta en de Amerikaanse zanger Bryson Tiller uit 2022. Het is de zevende single van Another Friday Night, het debuutalbum van Corry.
Met dit nummer was het de tweede keer dat Corry en Guetta samenwerkten, na de single Bed van een jaar eerder. Het duurde ongeveer een jaar voordat Corry de juiste zanger vond om het nummer in te zingen; uiteindelijk vond hij die in Bryson Tiller. In "What Would You Do?" vraagt de liedverteller zich af of hij zijn gevoelens kenbaar moet maken aan het meisje op wie hij verliefd is. Ook vraagt hij zich af wat zij zou doen als hij dat deed. Het nummer werd een bescheiden hit in het Verenigd Koninkrijk en in Nederland. In het Verenigd Koninkrijk bereikte het de 21e positie, terwijl het in de Nederlandse Top 40 succesvoller was met een 13e positie.

## Tracklijst
- Muziekdownload

1. "What Would You Do?" - 2:54